# Таніт
Таніт, Тінніт (фінік. ) — фінікійська богиня Місяця.
Донька Ела і Астарти, дружина Баал-Хамона — звідси поширені епітети богині Пенебаал («обличчя Баала») та Рабат («господиня»).
Найвищого розвитку культ Таніт набув у Карфагені, де її вшановували також як богиню війни.
Символ Таніт — трикутник або ж трапеція, увінчана горизонтальною перекладиною та колом, що загалом нагадує жіночу фігуру.
Деякі дослідники ототожнюють Таніт з богинею Анат.